# Glavați, Vrața
Glavați (în bulgară Главаци) este un sat în comuna Krivodol, regiunea Vrața,  Bulgaria. 

## Demografie
Componența etnică a satului Glavați
     Bulgari (66,39%)
     Nicio identificare (33,6%)
     Altele (0%)
La recensământul din 2011, populația satului Glavați era de 247 locuitori. Din punct de vedere etnic, majoritatea locuitorilor (66,39%) erau bulgari. Pentru 33,6% din locuitori nu este cunoscută apartenența etnică.